# سرمدة
سرمدة رواية للروائي السوري فادي عزام. صدرت الرواية لأوّل مرة عام 2011 عن دار ثقافة للنشر والتوزيع في بيروت. ودخلت في القائمة الطويلة للجائزة العالمية للرواية العربية لعام 2012، المعروفة باسم «جائزة بوكر العربية».

## حول الرواية
يروي الكاتب السوري «فادي عزام» في هذه الرواية حكاية «رافي عزمي» وهو معد أفلام وثائقية، حيث يلتقي بسيدة غريبة يلفها الغموض في باريس. تعمل بروفسورة فيزياء في جامعة السربون. تخبره إنها عاشت حياة سابقة٬ وقد كانت تعيش في بلدته في جنوب سوريا سرمدة وقصت عليه حكاية مأساوية عن قتلها بداعي الشرف من قبل أخوتها. يحمل الشاب الحكاية ويعود لبلدته٬ ليكتشف دنيا تختلف عن دنياه كان غائبا عنها٬ وتقوده الحكاية للبحث عن مكامن المكان واكتشاف أسراره وغرائزه وجماله وتعايشه.